# حاکم شیان چین (۷۲۵-۷۰۴ پیش از میلاد)
حاکم شیان از چین (به چینی: 秦憲公؛ ۷۲۵-۷۰۴ پ. م)؛ فرمانروای ایالت چین در دودمان ژو از ۷۱۵ پ. م تا ۷۰۴ پ. م بود. ایالت چین در آینده همه کشور چین را یکپارچه ساخت و تبدیل به دودمان چین شد. نام اجدادی او یینگ (嬴) و حاکم شیان نام پسامرگ او بود. در شیجی نوشته سیما چیان تاریخنگار دودمان هان، عنوان او حاکم نینگ چین (秦寧公) ثبت شده است، اما کتیبه‌های برنزی کاوش شده از آن دوران ثابت کرده است که "نینگ" (寧) رونویس اشتباهی از واژه صحیح "شیان" (憲) است.

## زندگی

### جلوس
حاکم شیان جانشین پدربزرگش، حاکم ون چین شد که ۵۰ سال حکومت کرد و در سال ۷۱۶ پ. م درگذشت. حاکم شیان پس از مرگ پدرش که پیش حاکم ون در سال ۷۱۸ پ. م درگذشته بود؛ به عنوان ولیعهد منصوب شد. اگرچه پدرش هرگز بر تخت سلطنت ننشست ولی به او نام پسامرگ حاکم جینگ چین (秦竫公) داده شد.

### سلطنت
در سال ۷۱۴ پ. م، دومین سال سلطنت حاکم شیان، پایتخت چین به پینگ یانگ (平陽، در باوژی، شاآنشی امروزی) منتقل شد. سال بعد چین ایالت رونگی بو (亳) را شکست داد و پادشاه آن به سرزمین اصلی رونگ گریخت.
در پاییز ۷۰۸ پ. م، چین به ایالت کوچک رویی حمله کرد، اما شکست خورد. چین در زمستان با ارتش پادشاه هوآن ژو بازگشت، رویی را شکست داد و حکمران روئی، وان را به اسارت گرفت.

### جانشینی
در سال ۷۰۴ پ. م، چین بو را ضمیمه کرد. حاکم شیان در همان سال در ۲۱ سالگی درگذشت. او سه پسر جوان داشت: بزرگترین آنها که بعدها به نام حاکم وو چین شناخته شد، ولیعهد بود. پسر دوم که بعداً به نام حاکم ده چین شناخته شد، از همان مادر، لو جی (鲁姬) به دنیا آمد. با این حال، وزیران فوجی و سانفو، ولیعهد را خلع کردند و کوچکترین پسر، همسر دیگر حاکم شیان، وانگ جی (王姬) را بر تخت نشاندند. این پسر تنها پنج سال داشت و به چوزی معروف شد.